# 오인 (불교)
5인(五因)에는 다음의 2가지가 있다.
- 4대종의 소조색에 대한 원인(因)으로서의 5가지 측면:
생인(生因) · 의인(依因) · 입인(立因) · 지인(持因) · 양인(養因)의 5인
- 온갖 직접적 · 간접적 원인을 5가지로 나눈 것:
생인(生因) · 화합인(和合因) · 주인(住因) · 증장인(增長因) · 원인(遠因)의 5인

이 문서의 이하의 내용은 후자의 경우를 다루고 있으며 전자는 오인 (4대종) 문서에서 다루고 있다.

## 개요
불교에서 인연(因緣, 산스크리트어: hetu-pratyaya 또는 nidāna)이라고 할 때, 보통 인(因, 산스크리트어: hetu)은 결과를 낳기 위한 내적인 직접적 원인을 의미하고, 연(緣, 산스크리트어: pratyaya)은 이를 돕는 외적인 간접적 원인을 의미한다.
예를 들어, 씨앗은 나무의 직접적 원인인 인(因)이고 햇빛 · 기 · 수분 · 온도 등은 간접적 원인인 연(緣)이다. 하지만, 이들 모두는 씨앗에서 나무가 나타나게 하는 원인이라는 점에서는 동일하며, 이러한 측면을 바탕으로 그 외연이 넓어져서, 인(因)과 연(緣)은 모두 직접적 · 간접적 원인을 통칭하는 낱말로도 사용된다. 즉 인(因)과 연(緣)은 '(모든) 원인'을 뜻하는 동의어로 사용된다.
생인(生因) · 화합인(和合因) · 주인(住因) · 증장인(增長因) · 원인(遠因)의 5인(五因)도 직접적 · 간접적 원인을 통칭하는 낱말로서의 인(因)에 대한 5가지 구분을 말하며, 대승불교 경전인 《북본열반경》에 나오는 구분이다.

## 참고 문헌
- 이 문서에는 다음커뮤니케이션(현 카카오)에서 GFDL 또는 CC-SA 라이선스로 배포한 글로벌 세계대백과사전의 "세계 사상 > 사상 용어 > 동양사상 관계 > 불교 관계 > 인연" 항목을 기초로 작성된 글이 포함되어 있습니다.
- 고려대장경연구소. 《고려대장경 전자 불교용어사전》. 고려대장경 지식베이스 / (사)장경도량 고려대장경연구소. |title=에 외부 링크가 있음 (도움말)
- 곽철환 (2003). 《시공 불교사전》. 시공사 / 네이버 지식백과. |title=에 외부 링크가 있음 (도움말)
- 권오민 (2003). 《아비달마불교》. 민족사.
- 운허.  동국역경원 편집, 편집. 《불교 사전》. |title=에 외부 링크가 있음 (도움말)
- (중국어) 佛門網. 《佛學辭典(불학사전)》. |title=에 외부 링크가 있음 (도움말)
- (중국어) 星雲. 《佛光大辭典(불광대사전)》 3판. |title=에 외부 링크가 있음 (도움말)